# Kostaryka na zimowych igrzyskach olimpijskich
Kostaryka wystartowała po raz pierwszy na  zimowych IO w 1980 roku na igrzyskach w Lake Placid i od tamtej pory startowała jeszcze pięciokrotnie, ostatni raz w 2006 roku w Turynie. Do tej pory reprezentacja Kostaryki nie zdobyła żadnego medalu na ZIO.

## Klasyfikacja medalowa
| Igrzyska            | Złoto | Srebro | Brąz | Razem |
| ------------------- | ----- | ------ | ---- | ----- |
| 1980 Lake Placid    | 0     | 0      | 0    | 0     |
| 1984 Sarajewo       | 0     | 0      | 0    | 0     |
| 1988 Calgary        | 0     | 0      | 0    | 0     |
| 1992 Albertville    | 0     | 0      | 0    | 0     |
| 2002 Salt Lake City | 0     | 0      | 0    | 0     |
| 2006 Turyn          | 0     | 0      | 0    | 0     |
| Razem               | 0     | 0      | 0    | 0     |